# Marleny Contreras
Marleny Josefina Contreras Hernández est une femme politique et ingénieure civile vénézuélienne, née le 24 mai 1969 à Los Teques. Épouse de Diosdado Cabello, actuel numéro 2 du régime du président Nicolás Maduro, elle a été ministre du Tourisme de 2015 à 2018, puis ministre des Travaux publics de 2018 à août 2019.